# Deutsche Gesellschaft für Individualpsychologie
Die Deutsche Gesellschaft für Individualpsychologie e.V. (DGIP) ist eine 1962 gegründete psychoanalytische Fachgesellschaft zur Verbreitung, Vertiefung und Weiterentwicklung der von Alfred Adler begründeten Individualpsychologie. Sie bildet einen Zusammenschluss von Ärzten, Psychologen, Pädagogen und Vertretern anderer Berufsgruppen und steht allen an der Individualpsychologie Interessierten offen. Im Rahmen der vielfältigen Theorieentwicklung versteht sich die Individualpsychologie als eigener, aber gleichzeitig mit anderen Strömungen der Psychoanalyse eng verbundener und in vielfältigem Austausch stehender tiefenpsychologischer Ansatz. Der Sitz der Gesellschaft ist in München, die Geschäftsstelle befindet sich in Gotha/Thüringen.

## Geschichte

### Vorläufer-Organisationen
Nach einer Zeit anregender Zusammenarbeit schied Alfred Adler 1911 aufgrund von nicht überbrückbaren Differenzen aus dem Kreis um Sigmund Freud aus und gründete in Wien seinen „Verein für freie psychoanalytische Forschung“, den er 1913 in „Verein für Individualpsychologie“ umbenannte. Dem zum damaligen Zeitpunkt überwiegend triebpsychologisch argumentierenden Freud stellte Adler Vorstellungen gegenüber, in denen er die soziale Bezogenheit des Menschen betonte. Damit entwickelte er früh eine beziehungstheoretische Akzentuierung der Psychoanalyse, die in der späteren Ideengeschichte u. a. im Rahmen der Ich-Psychologie, der Objektbeziehungstheorie, der Bindungstheorie sowie der Selbstpsychologie wieder Eingang in den Mainstream der Psychoanalyse fand. In Deutschland gründete der Münchener Arzt Leonhard Seif 1919 in München eine „Gesellschaft für angewandte Seelenkunde“, aus der er 1920 als erste individualpsychologische Ortsgruppe außerhalb Wiens eine „Gesellschaft für vergleichende Individualpsychologie“ bildete.

Alfred Adler (links) und Leonhard Seif bei einem Treffen 1925 in Salzburg

Nach dem ersten internationalen Kongress für Individualpsychologie 1922 in München entstanden nach und nach weitere Sektionen (als größere regionale Gliederungen), Ortsgruppen (OG) und Arbeitsgemeinschaften (AG), in denen sich die Individualpsychologie in Deutschland organisierte. Der 5. Internationale Kongress für Individualpsychologie fand 1930 in Berlin mit mehr als 2000 Teilnehmern statt. Nach Adlers Übersiedlung in die USA 1932 riss in Deutschland mit der NS-Diktatur die individualpsychologische Tradition jedoch nahezu vollständig ab. Erst ab 1960 begannen Individualpsychologen, sich wieder zu organisieren.

### Geschichte
1962 gründeten Oliver Brachfeld, Wolfgang Metzger, Johannes Neumann, Kurt Seelmann, Alfons Simon, Felix Scherke und Kurt Weinmann die deutsche Alfred-Adler-Gesellschaft (AAG), die 1970 in Deutsche Gesellschaft für Individualpsychologie (DGIP) umbenannt wurde. Veränderungen im Vereinsleben der DGIP (u. a. ansteigende Mitgliederzahlen, Gründung der Alfred-Adler-Institute, Veränderungen der gesetzlichen Anforderungen an die Aus- und Weiterbildung von Psychoanalytikern, Psychotherapeuten und Kinder- und Jugendlichenpsychotherapeuten) machten in den Folgejahren mehrfach Strukturveränderungen notwendig. Bei einer Satzungsänderung 1994 erhielt die DGIP ihr heutiges Gesicht mit den Organen: Bundesvorstand, Landesverbände und Landesvorstände, Weiterbildungsinstitute, Delegiertenversammlung, Fachgruppen, Berufsgruppen, Arbeitskreise, Alfred-Adler-Akademie und Schiedsstelle.
Den ersten Vorsitz des Vereins hatten nach dem Gründungsvorsitzenden Wolfgang Metzger (1960–1970) Erik Blumenthal (1970–1974), Rainer Schmidt (1974–1987), Ulrike Lehmkuhl (1987–2004), Heiner Sasse (2004–2011), Gisela Eife (2011–2013) Albrecht Stadler (2013–2016) sowie Hanna Marx (seit 2016) inne. Durch die innerhalb der DGIP betriebene Auseinandersetzung mit den eigenen tiefenpsychologischen Wurzeln gelang es, die Abgrenzung der frühen Jahre gegenüber anderen psychoanalytischen Strömungen zu überwinden und ein intensives Austauschverhältnis zu entwickeln. Mit den weiteren in Deutschland organisierten psychoanalytischen Fachverbänden ist die DGIP in der Deutschen Gesellschaft für Psychoanalyse, Psychotherapie, Psychosomatik und Tiefenpsychologie (DGPT) als berufspolitischer Dachgesellschaft verbunden.

### Zur Geschichte der von der DGIP anerkannten Weiterbildungsinstitute
Die Alfred-Adler-Gesellschaft hatte 1967 mit ersten überregionalen Weiterbildungskursen für Psychotherapie in Aachen und Münster begonnen, die 1969 abgeschlossen wurden. 1970 wurde in München der erste „Regionalkreis“ der Gesellschaft gegründet, um regionale Weiterbildung (anstatt der bis dahin zentral organisierten) anzubieten. Aus diesem Regionalkreis entstand 1971 das „Alfred Adler Institut für Individualpsychologie e.V.“ München. Eine Gründung rechtlich selbständiger Institute wurde notwendig, um die Anerkennung als Weiterbildungsinstitut bei den Ärztekammern, Kassenärztlichen Vereinigungen und später Landesprüfungsämtern zu erlangen. Nach dem Münchener Institut wurden als weitere Ausbildungsinstitute der DGIP 1974 das Alfred-Adler-Institut Düsseldorf, 1975 das Alfred-Adler-Institut Nord (Sitz in Delmenhorst), 1976 das Alfred-Adler-Institut Aachen-Köln, 1992 die Alfred-Adler-Gesellschaft für Individualpsychologie in Berlin sowie 1996 das Alfred-Adler-Institut für Freie Psychoanalyse in Mainz gegründet. Entsprechend der Satzung sind alle Institute als fördernde Mitglieder institutionell und durch die Mitarbeit in verschiedenen Organen der DGIP (z. B. Fachgruppe Weiterbildung, Fachgruppe Lehranalyse) auch personell in die DGIP eingebunden. Als Organ zur Bündelung von Fortbildungsangeboten wurde 2009 die Alfred-Adler-Akademie gegründet und in die DGIP integriert.

## Tätigkeit
Nach der Satzung dient die Gesellschaft insbesondere der Verbreitung, der wissenschaftlichen Ergänzung, Vertiefung und Weiterentwicklung der von Alfred Adler begründeten vergleichenden Individualpsychologie, der Anwendung ihrer Methoden und Erkenntnisse in tiefenpsychologisch fundierter und analytischer Psychotherapie und in tiefenpsychologischer Beratung sowie der Förderung und Durchführung aller mit der Individualpsychologie unmittelbar oder mittelbar zusammenhängenden Aufgaben.
Der Vereinszweck wird u. a. durch die Aus- und Weiterbildung von Psychoanalytikern und Psychotherapeuten für Kinder, Jugendliche und Erwachsene sowie von individualpsychologischen Beratern und Supervisoren gemäß den durch die DGIP erlassenen Rahmenrichtlinien in den von der DGIP anerkannten Weiterbildungsinstituten realisiert.
Die seit 1980 jährlich durchgeführten mehrtägigen Jahrestagungen ermöglichen den Mitgliedern einen intensiven fachlichen Austausch über verschiedene Berufsgruppen hinweg. Interessierten bietet sich ein Eindruck von der Vielfältigkeit der heutigen Individualpsychologie. Die Beiträge der Jahrestagungen werden jeweils in einem Tagungsband veröffentlicht. Daneben veranstaltet die DGIP regelmäßig weitere fachbezogene Informationsveranstaltungen, Ausstellungen sowie Kongresse und unterhält ein individualpsychologisches Archiv in Gotha.
In Zusammenarbeit mit der Schweizerischen Gesellschaft und dem Österreichischen Verein für Individualpsychologie gibt die DGIP seit 1976 die Zeitschrift für Individualpsychologie als wissenschaftliche Zeitschrift heraus. Seit 2003 wird sie im Verlag Vandenhoeck & Ruprecht publiziert.

## Organisation
Bereits zu Lebzeiten Alfred Adlers strahlte die Individualpsychologie über die Medizin und Psychotherapie hinaus in andere Lebensbereiche wie die Pädagogik und die humanistische Psychologie hinein. In dieser Tradition steht die DGIP allen an der Individualpsychologie Interessierten offen. Die Mitglieder setzen sich aus den Fachmitgliedern (Psychoanalytiker und Psychotherapeuten für Kinder, Jugendliche oder Erwachsene sowie individualpsychologische Berater mit einer abgeschlossenen Weiterbildung an einem der DGIP-Institute), aus Kandidaten in entsprechenden Aus-/Weiterbildungen sowie psychoanalytischen Laien zusammen, die in verschiedenen Berufsfeldern den tiefenpsychologischen Ansatz Alfred Adlers in Praxis, Theorie und Wissenschaft ausüben und weiterentwickeln. Zu den fördernden Mitgliedern zählen die DGIP-Institute sowie (ohne Sitz und Stimme in der Delegiertenversammlung) zurzeit drei weitere Organisationen mit individualpsychologischer Ausrichtung.
Oberstes Vertretungs- und Beschlussorgan der DGIP ist die Delegiertenversammlung, in die Delegierte aus den Landesverbänden, den DGIP-Instituten sowie aus den Fach- und Berufsgruppen entsendet werden. Der DGIP-Bundesvorstand setzt sich aus fünf Fachmitgliedern zusammen, die von der Delegiertenversammlung alle drei Jahre gewählt werden. Der/die erste Vorsitzende muss dabei laut Satzung als Lehranalytiker der DGIP ausgewiesen sein.
Die DGIP ist Mitglied in der International Association of Individual Psychology (IAIP).
Der Sitz des Vereins ist in München, die Geschäftsstelle befindet sich in Gotha/Thüringen.